# Улица Зои Гайдай (Киев)
Улица Зои Гайдай (укр. Ву́лиця Зо́ї Гайда́й) — улица в Оболонском районе города Киева, местность Оболонь. Пролегает от улицы Героев Днепра до улицы Левка Лукьяненко.

## История
Запроектирована в 1960-е годы как улица без названия № 7 архитекторами Слуцким Г. М. и Будиловским М. П.. Современное название в честь украинской певицы З. М. Гайдай — с 1970 года. Застройка улицы начата в 1975 году. С 1978 года по улице проложена трамвайная колея.

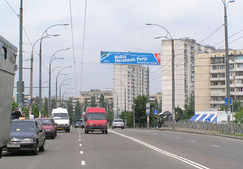
На улице

## Заведения
- Дошкольное учебное заведение № 602 (дом № 1а)
- Библиотека № 138 (дом № 5)
- Специализированная школа № 194 «Перспектива» (дом № 10б)
- Специализированная школа № 252 имени Василия Симоненко (дом № 10в)
- Супермаркет «Эко-Плюс» (дом №2)
- Медицинский центр «Вита Медикал» (дом № 5а)

Вулиці Києва : довідник :  [укр.] / за ред. А. В. Кудрицького. — К. : Українська енциклопедія ім. М. П. Бажана, 1995. — С. 47. — ISBN 5-88500-070-0.
- Киев : энциклопедический справочник / под ред. А. В. Кудрицкого. — Киев : Главная редакция Украинской Советской Энциклопедии, 1982. — С. 116.